# Dekanat Wałbrzych-Zachód

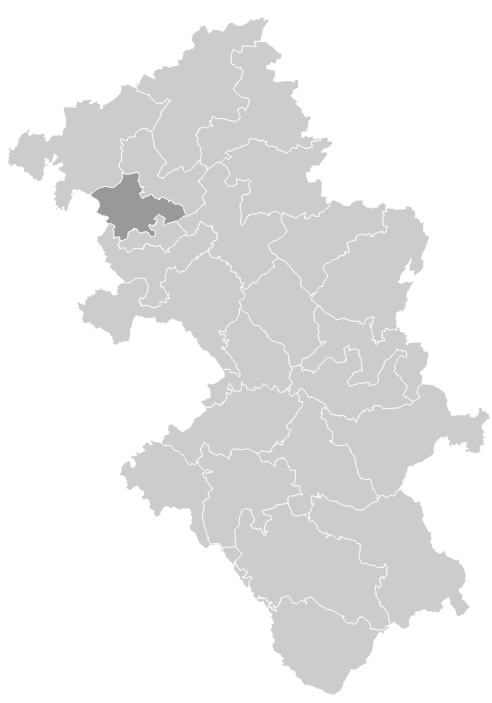
Położenie na mapie diecezji

Dekanat Wałbrzych-Zachód – jeden z 24 dekanatów w rzymskokatolickiej diecezji świdnickiej. Powstał z inicjatywy ks. inf. Juliana Źrałki w 1998. Biskup Tadeusz Rybak wydzielił go z dekanatu Wałbrzych-Północ.
Dekanat znajduje się na terenie województwa dolnośląskiego, w Wałbrzychu oraz powiecie wałbrzyskim. Jego siedziba ma miejsce w Wałbrzychu, w sanktuarium Podwyższenia Krzyża Świętego.  Do 29 sierpnia 2012 siedziba dekanatu znajdowała się przy kościele Wniebowzięcia NMP, w Szczawnie-Zdroju.
Dotychczasowymi dziekanami byli ks.Jozef Strugarek i ks.Andrzej Raszpla. Od 15 maja 2016 dziekanem jest ks.Jan Gargasewicz

## Parafie i miejscowości
W skład dekanatu wchodzi 7 parafii:

### parafia św. Józefa Oblubieńca NMP
- Chwaliszów → filia św. Anny
- Stare Bogaczowice → kościół parafialny
  - Podgórna
  - Wrony

### parafia NMP Bolesnej
- Lubomin → filia Podwyższenia Krzyża Świętego
- Struga → kościół parafialny

### parafia Wniebowzięcia NMP
- Szczawno-Zdrój → kościół parafialny

### parafia Podwyższenia Krzyża Świętego
- Wałbrzych
  - Podzamcze (wschodnie) → kościół parafialny

### parafia św. Anny
- Wałbrzych
  - Książ
  - Lubiechów
  - Szczawienko → kościół parafialny

### parafia Świętych Piotra i Pawła
- Wałbrzych
  - Podzamcze (zachodnie) → kościół parafialny

### parafia św. Wojciecha
- Wałbrzych i Szczawno Zdrój → kościół parafialny

Powyższy wykaz przedstawia wszystkie miasta, wsie oraz dzielnice miast, przysiółki wsi i osady w dekanacie.